# Cesare Gherri
Cesare Gherri (Parma, 10 luglio 1929 – Parma, 13 febbraio 2010) è stato un politico e funzionario italiano, Sindaco di Parma tra il 1970 e il 1976.

## Biografia
Socialista, dirigente dell'INPS, fu eletto consigliere comunale negli anni '60. Vicesindaco nella giunta di Vincenzo Baldassi, gli succedette nel ruolo di primo cittadino di Parma il 16 ottobre 1970.
Durante la sua amministrazione furono intrapresi notevoli progetti legati al mondo della cultura e del sociale, come l'istituzione della biblioteca comunale "Ugo Guanda" (inaugurata il 15 dicembre 1973 nei locali interrati al di sotto di piazza Garibaldi) e la creazione dei primi asili nido comunali. Il suo secondo mandato amministrativo tuttavia terminò anzitempo a causa dello scoppio del cosiddetto "scandalo urbanistico", legato alle vicende del piano regolatore comunale. L’affaire fu sollevato dalla celebre lenzuolata, sotto la sede del Comune, della pasionaria parmigiana Maria Cristina Quintavalla. Lo scandalo, e l'inchiesta che ne seguì, portarono all'arresto, tra gli altri, dell'assessore socialista all'urbanistica Paolo Alvau e del costruttore Ermes Foglia, ex presidente del Parma F.C..
Gherri fu inoltre un importante dirigente socialista, vicino alle posizioni di Francesco De Martino e fu a lungo segretario della federazione locale, fino appunto al 1976 quando il suo posto fu preso da un "craxiano" di stretta osservanza, Giulio Ferrarini.
A metà degli anni '80 Gherri fu sul punto di essere ricandidato al consiglio comunale, per volontà degli stessi vertici nazionali del partito, incluso lo stesso Craxi, ma al momento di depositare la lista coi nomi dei candidati, la lista che conteneva il suo nominativo fu sostituita, per volontà della maggioranza "craxiana" locale, con un'altra che non lo proponeva. Di fatto emarginato dai suoi stessi compagni, si defilò dalla vita politica attiva sebbene, a cavallo tra gli anni '80 e '90, abbia guidato per un quindicennio la locale camera di commercio.
Ricoverato in ospedale già da alcuni mesi per un malore è morto infine nel febbraio 2010.